# Џалал Ал-е Ахмад
Џалал Ал-е Ахмад (персијски: جلال آل‌احمد‎‎; 2. децембра 1923. – 9, септембра 1969) је био истакнути ирански писац, мислилац, и друштвени и политички критичар. Он је популаризовао термин "Гарбзедеги" - који се може превести као „загађеност Западом“.

## Приватни живот
Џалал је рођен у религиозној породици у Техерану. Он је био рођак Mахмуда Талеганија. Његов отац је био исламски свештеник, пореклом из малог села Оразан у Талеган планинама. Након основне школе, Ал-е Ахмед је зарађивао за живот у Техеранском базару, али је такође присуствовао часовима верске наставе у верској школи Марви, а без одобрења његовог оца вечерње часове у школи Дар ол-Фонун. 1944. године отишао је у Наџаф ради верског школовања, али се веома брзо вратио кући. Упознавши се са реториком Ахмада Касравија није могао да прихвати свештеничку каријеру, као што су се отац и брат надали, описујући тај позив као "замку у облику огртача и абе. Он своју породицу описује као религиозну у аутобиографском крокију који је објављен после његове смрти 1976.
Ал-е Ахмад је 1946. стекао диплому из Персијске књижевности Техеранске учитељске академије и постао учитељ. У исто време одлучно раскида са својом религиозном породицом која га је оставиила "у потпуности на сопственим средствима." Наставио је академске студије и уписао докторске студије из Персијске књижевности на Техранском универзитету, али је одустао пре одбране докторске дисертације. Године 1950. оженио се са Симином Данешвар, познатом персијском списатељицом. Џалал и Симин нису могли да имају децу, тема која се огледа у неким од Џалаловх дела.
Умро је у Асалему, у викендици коју је сам изградио. Сахрањен је у џамији Фирузабади, у Реј-у, Иран].
У 2010. години је Дирекција за културно наслеђе, туризма и рукотворине Техерана купила кућу у којој су рођени и живели Џалал ал-е Ахмад и његов брат Шамс.

## Политички живот

### Гарбзадеги - „загађеност Западом“
Ал-е Ахмад је можда најпознатији по увођењу термина „загађеност Западом“ (Гарбзадеги) преведен на енглески као westernstruck, weststruckness, westoxification и occidentosis. Он је у књизи под истим именом Оксидентоза: Куга са Запада (Occidentosis: A Plague from the West), тајно објављен у Ирану 1962. године., развио жестоку критику западне технологије, и навео последице западне цивилизације. Он је тврдио да је пад традиционалних иранских индустрија, као што је ткање тепиха, почетак „економске и егзистенцијалне победе Запада.“
Његова порука је прихваћена од стране ајатолаха Хомеинија, који је написао 1971. да „отровна култура империјализма продире дубоко у градове и села широм муслиманског света, замењујући културу Кур'ана, масовно регрутујући нашу младеж да служи странца и империјалисту ...“
И то је 1979. постала део идеологије Иранске Револуције која је наглашавала национализацију индустрије, независност у свим областима живота и од Совјета и од западног света, и „самодовољности“ у економији.

### Политичкa активност
Ал-е Ахмед се придружио комунистичкој Тудех партији, заједно са својим ментором Халил Малекијем, убрзо после Другог светског рата. Они „су били сувише независни за странку“ и зато су поднели оставку у знак протеста због недостатка демократије и „чисту просовјетску наклоност“ и подршке совјетским захтевима за концесију нафте и окупације иранског Азербејџана. Они су у јануару 1948. године формирали алтернативну странку „Социјалистичко друштво иранских маса“, али је распуштена неколико дана касније, када је Радио Москва напала ову партију. Нису желели да се јавно супротставе „оном што су сматрали најпрогресивнијом нацијом света.“ Ипак, неслагање Ал-е Ахмада и Малекија означило је „крај хегемоније странака током интелектуалног живота.“
Касније је помогао оснивању про-Мосадегове Партије мукотрпних радника, коалиционог парнера Националног фронта, а затим 1952. године и нове странке под називом Трећа снага. Ал-е Ахмад је након државног удара у Ирану (1953) био ухапшен, али је пуштен на слободу неколико дана касније, после чега је „потпуно изгубио веру у страначку политику“ и потписао писмо покајања, објаснивши да је „поднео оставку у партији Треће снаге и да напушта политику.“ Међутим, он је остао део политичке групе Треће снаге, присуствовао је партијским састанцима, наставио да прати политичко менторство Халила Малекија до своје смрти у 1969. Година 1963. боравио је у Израелу две недеље, а као закључак своје посете је изјавио да је фузија верског и секуларног система у Израелу представља потенцијални модел за државу Иран. Упркос његовом односу са секуларном групон Треће снаге, Ал-е Ахмад је постао близак идеји о потреби за присуство верског руководства у трансформацији иранске политике, посебно после пораста устанка ајатолаха Хомеинија 1963.

## Књижевни живот
Ал-е-Ахмад је користио колоквијални стил у прози. У том смислу, он је следбеник авангардних персијских писаца као што су Мохаммад-Али Џамалзаде. С обзиром да су теме његових дела (романи, есеји, путописи и етнографске монографије) обичне културне, друштвене и политичке теме, симболичке представе и саркастични изрази су редовни пратиоци у његовом делу. Специфичност његовог наступа је искрен поглед на ствари, без обзира на могуће реакције из политичких, друштвених или верских кругова.
На позив Richard Nelson Frye-а, Ал-е-Ахмад је провео лето на Универзитету Харвард, као део програма Истакнути гостујући предавачи, програма који је покренуо Хенри Кисинџер као подршку иранским интелектуалцима.
Ал-е Ахмад је снажно подржавао Ниму Јушиџ (отац модерне персијске поезије) и имао је важну улогу у прихватању Ниминих револуционарног стила.

### Приче и есеји
- Посета (1945)
- Патња коју трпимо (1947)
- Сетар (1948)
- Жена која је вишак (1952)
- Директор школе (1958)
- Прича о кошници (1958)
- Хлеб и перо (1961)
- Тровање Западом (1962)
- Превремена процена (1964)
- Проклетство земље (1967)
- Пет прича (1971)
- Надгробни камен (написано 1963, објављено 1981)
- Услуге и издаје интелектуалаца (објављено постхумно)
- Разговори
- Бунар и два јаме
- Нима је за Џалала као око

### Монографије
Џалал је путовао у удаљене, обично забачене, региона Ирана и покушавао да документује живот, културу и проблеме. Неке од ових монографија су:
- Овразан
- "Тати народ Блок-е-Захра"
- "Острво Храг, јединствени бисер Персијског залива"

### Путописи
- Сламка у Меки
- Путовање у Русију
- Путовање у Европу
- Путовање у земљу Израела[16]
- Путовање у Америку

## Књижевна награда Џалала ал-е Ахмада
Главни чланак: Књижевна награда Џалала ал-е Ахмада
Књижевна награда Џалала ал-е Ахмада је иранска национална књижевна награда која је први пут додељена 2008. Сваке године награда се додељује најбољим иранским ауторима на дан рођења писца Џалал ал-е Ахмада. Првом победнику припада награда у износу од 110 златника Бахара Азадија (око $ 33.000), што је чини највреднијом иранском књижевном наградом.